# Onychogammarus (Onychogammarus) perpolitus
Onychogammarus (Onychogammarus) perpolitus is een vlokreeftensoort uit de familie van de Acanthogammaridae. De wetenschappelijke naam van de soort is voor het eerst geldig gepubliceerd in 2000 door Tachteew.